# Baan (bedrijf)
Baan was een Nederlands softwarebedrijf tussen 1978 en 2003. Onder leiding van Jan Baan en zijn broer Paul werd software als pakket ontwikkeld in plaats van als maatwerk, wat tot dan toe in Nederland gebruikelijk was. Met het pakket Triton bracht Baan een ERP-pakket op de markt.

## Geschiedenis
Baan startte als onderneming in Rijssen. Vanaf 1985 was Baan in Barneveld gevestigd. De bedrijfscultuur werd gekenmerkt door de reformatorische levensovertuiging van de gebroeders Baan. Toen Gartner in de tweede helft van de jaren negentig de aandacht vestigde op het fenomeen ERP nam de belangstelling voor het Duitse SAP en de Amerikaanse bedrijven Oracle en Peoplesoft gestaag toe. Na het contracteren van klant Boeing nam de belangstelling voor het Nederlandse Baan zodanige vormen aan dat de IT-sector de afkorting BOPS introduceerde ter aanduiding van de belangrijkste ERP-leveranciers waarbij de B stond voor Baan, O voor Oracle, P voor Peoplesoft en de S voor SAP.
In 1995 kreeg Baan een notering aan de Amsterdamse beurs en aan de Amerikaanse technologiebeurs Nasdaq. Later volgde een overdracht van een groot deel van de aandelen aan een Amerikaanse investeringsmaatschappij. Het hoofdkantoor werd verplaatst naar kasteel De Vanenburg in Putten, dat Jan Baan in 1994 gekocht had.

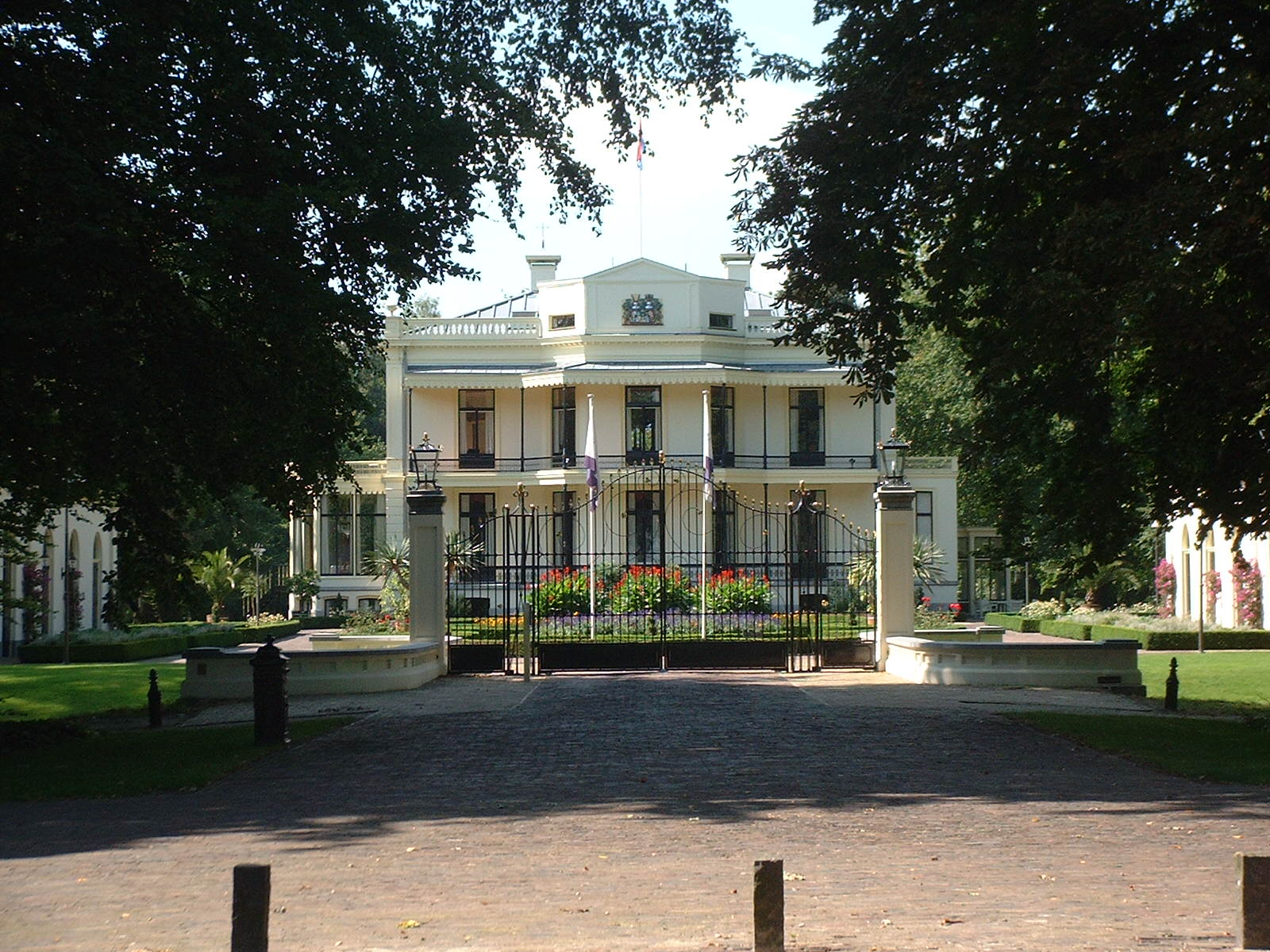
Kasteel De Vanenburg

De beursnotering van Baan ontwikkelde zich richting het jaar 2000 op een ongelooflijke wijze: de beurswaarde van Baan werd groter dan die van KLM. De verkoopcijfers bleken echter kunstmatig te zijn verhoogd door boekhoudkundige trucjes en dit werd uiteindelijk fataal voor het imago van het bedrijf. Op 17 oktober 2007 werd echter in een rechtszaak bepaald dat er geen boekhoudregels zijn overtreden. De onderneming Baan herstelde zich niet meer van de dramatische koersval en werd in 2000 verkocht aan het Britse Invensys en drie jaar later aan de Amerikaanse ERP-leverancier SSA die later opging in Infor (een verzameling van ERP-leveranciers van over de gehele wereld). Met de verkoop aan SSA verdween ook de naam Baan als productnaam. 

## Jan Baan
De naam Baan is als bedrijfsnaam verdwenen, maar oprichter Jan Baan bleef actief in de IT-sector. Dankzij de verkoop van aandelen in Top Tier en WebEx nam zijn kapitaal nog verder toe. Dat kapitaal is grotendeels weer verloren gegaan aan een poging een nieuw softwareconcern genaamd Cordys te bouwen. Ook kasteel De Vanenburg werd van de hand gedaan.

## Boeken over Baan
In 2005 verscheen van de hand van Jan Baan het boek De weg naar marktleiderschap (Mijn leven als ondernemer), waarin hij de geschiedenis van de onderneming schetst tot en met het ontstaan van Cordys. Twee redacteuren van Het Financieele Dagblad, Mark Houben en Jeroen Wester, hebben begin 2001 ook een boek geschreven over de geschiedenis van Baan onder de titel Baan, opkomst en ondergang van een softwarebedrijf. De twee boeken behandelen dezelfde geschiedenis, maar vertonen opmerkelijke verschillen.

## Film over Baan
De tv-film De uitverkorene is een vrije interpretatie van de opkomst en ondergang van Baan. De film vertelt het verhaal van de streng gereformeerde broers Johan en Peter van der Laan. Hoewel de aftiteling vermeldt dat het geen documentaire is, maar fictie en dat de makers niet hebben beoogd om personen en gebeurtenissen correct weer te geven, is de gelijkenis met het Baan-debacle overduidelijk. De film is door de VPRO uitgezonden en heeft twee internationale prijzen in de wacht gesleept.